# Маук (Челябінська область)
Маук (рос. Маук) — селище залізничної станції у Каслинському районі Челябінської області Російської Федерації.
Входить до складу муніципального утворення Маукське сільське поселення. Населення становить 713 осіб (2017).

## Історія
Від 27 лютого 1924 року належить до Каслинського району Челябінської області.
Згідно із законом від 16 листопада 2004 року органом місцевого самоврядування є Маукське сільське поселення.

## Населення
| 2002 | 2010 | 2011 | 2012 | 2013 | 2014 | 2015 |
| ---- | ---- | ---- | ---- | ---- | ---- | ---- |
| 823  | ↘713 | ↘711 | ↗731 | ↗754 | ↘744 | ↗746 |
| 2016 | 2017 |      |      |      |      |      |
| ↘734 | ↘713 |      |      |      |      |      |